# خطة مضادة
الخطة المضادة هي أحد مكونات نظرية المناظرة المستخدمة استخدامًا شائعًا في نشاط النقاش البرلماني والسياسي. في حين أن بعض مفاهيم نظرية المناظرة تتطلب الموقف السلبي في النقاش للدفاع عن الوضع الراهن ضد موقف أو خطة إيجابية، فإن الخطة المضادة تسمح للمعارض بالدفاع عن طريق خطة منفصلة.